# Lewis (serial telewizyjny)
Lewis (ang. Lewis)  – brytyjski telewizyjny serial kryminalny, którego akcja rozgrywa się w Oksfordzie.

## Fabuła
Akcja serialu toczy się w Oksfordzie. Dla młodego detektywa Hathawaya oraz jego przełożonego Lewisa wyzwanie stanowią nie tylko zagadki kryminalne, ale i dylematy proceduralne oraz kwestie egzystencjalne.

## Obsada
- Kevin Whately jako detektyw inspektor Robert Lewis
- Laurence Fox jako detektyw sierżant/detektyw inspektor James Hathaway
- Clare Holman jako dr Laura Hobson, patolog
- Rebecca Front jako główny nadinspektor Jean Innocent (1–8)
- Angela Griffin jako detektyw sierżant Elizabeth Maddox (8–9)
- Steve Toussaint jako główny nadinspektor Joseph Moody (9)

## Produkcja
Serial był kręcony w Oksfordzie, Uxbridge oraz Ealing.

## Ciekawostki
Bohaterowie są funkcjonariuszami fikcyjnej formacji policyjnej Oxfordshire Police, ponieważ nie wyrażono zgody na wykorzystanie wizerunku właściwej dla hrabstwa Oxfordshire formacji Thames Valley Police.

## Odsyłacze zewnętrzne
- Lewis w bazie IMDb (ang.)
- Lewis w bazie Filmweb